# 新月盾蟲
新月盾蟲（學名：Selenopeltis），又名圓月形鐮蟲、小月蟲，是生存在奧陶紀海洋中的一屬三葉蟲。這類三葉蟲具有寬闊的外骨骼，頭部和胸部則十分短小。寬闊的頭鞍有複雜的溝紋和扁平的中軸。頰刺很長，每個胸節的肋區末梢也都持續向後延長，形成許多長刺。尾甲上亦有一對相似的棘刺。

## 圖片

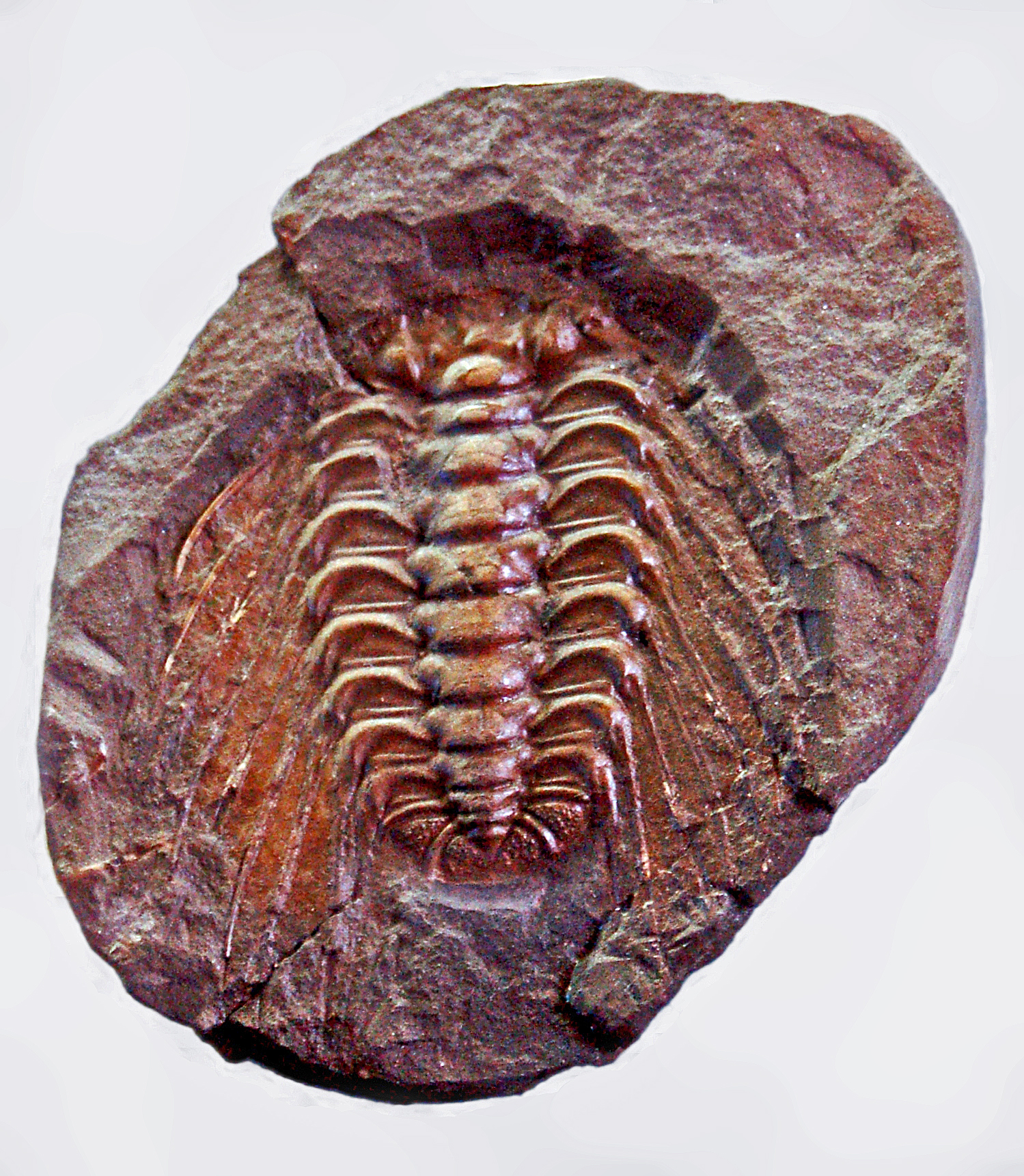
Solenopeltis buchi buchi
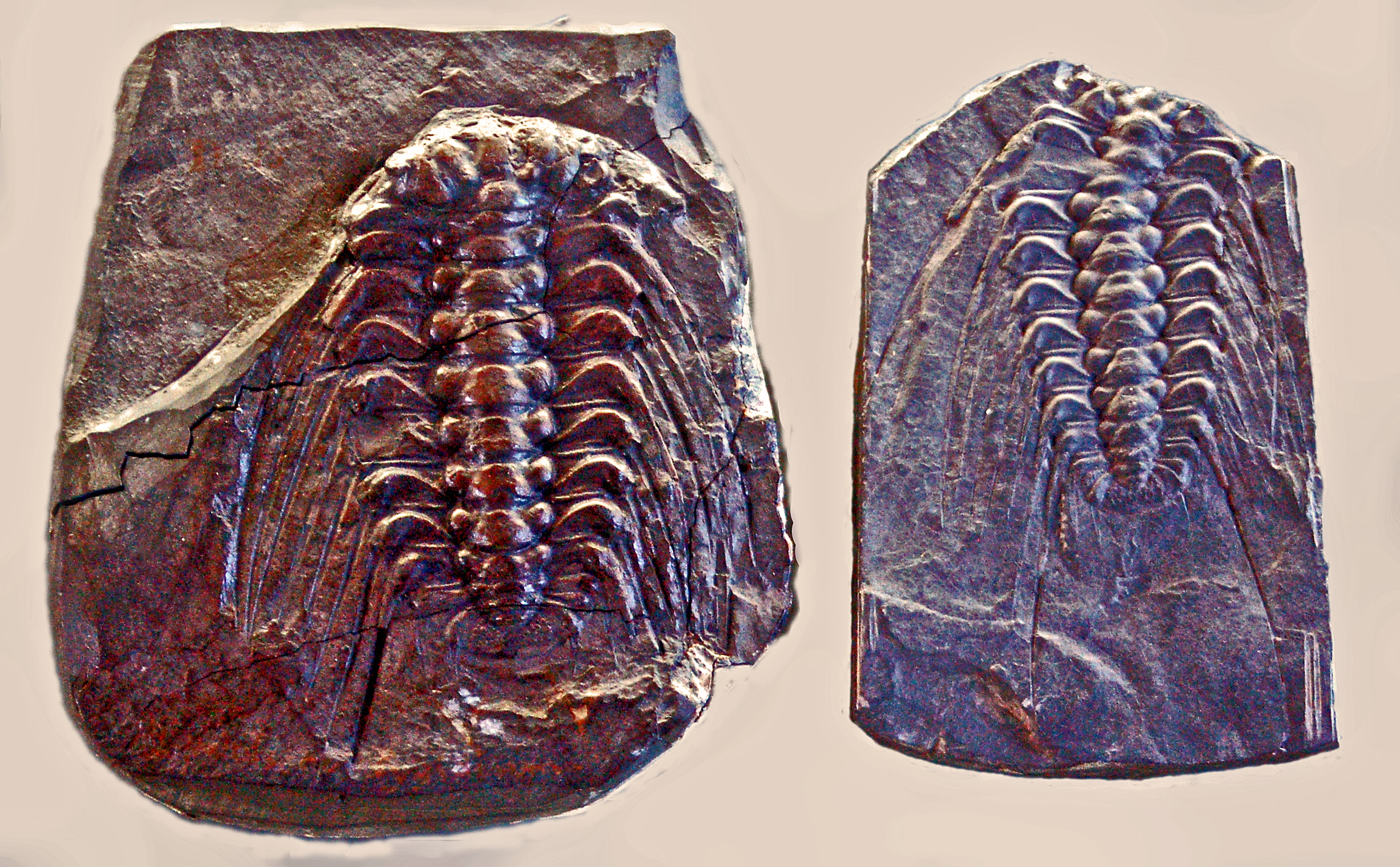
Selenopeltis buchi vultuosa
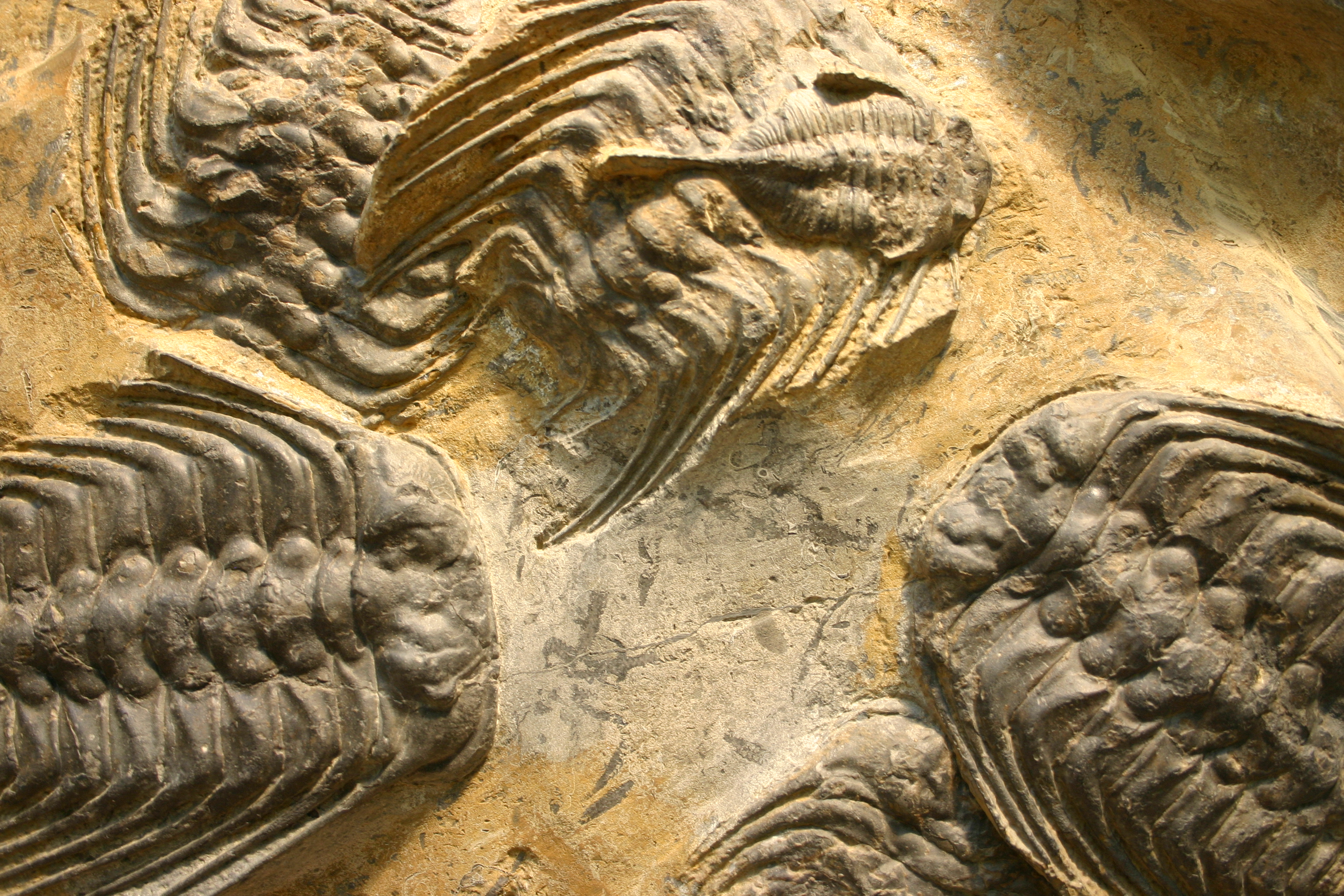
Selenopeltis buchi

## 外部連結
- Selenopeltis in the Paleobiology Database